# Divizia Națională 2009-2010

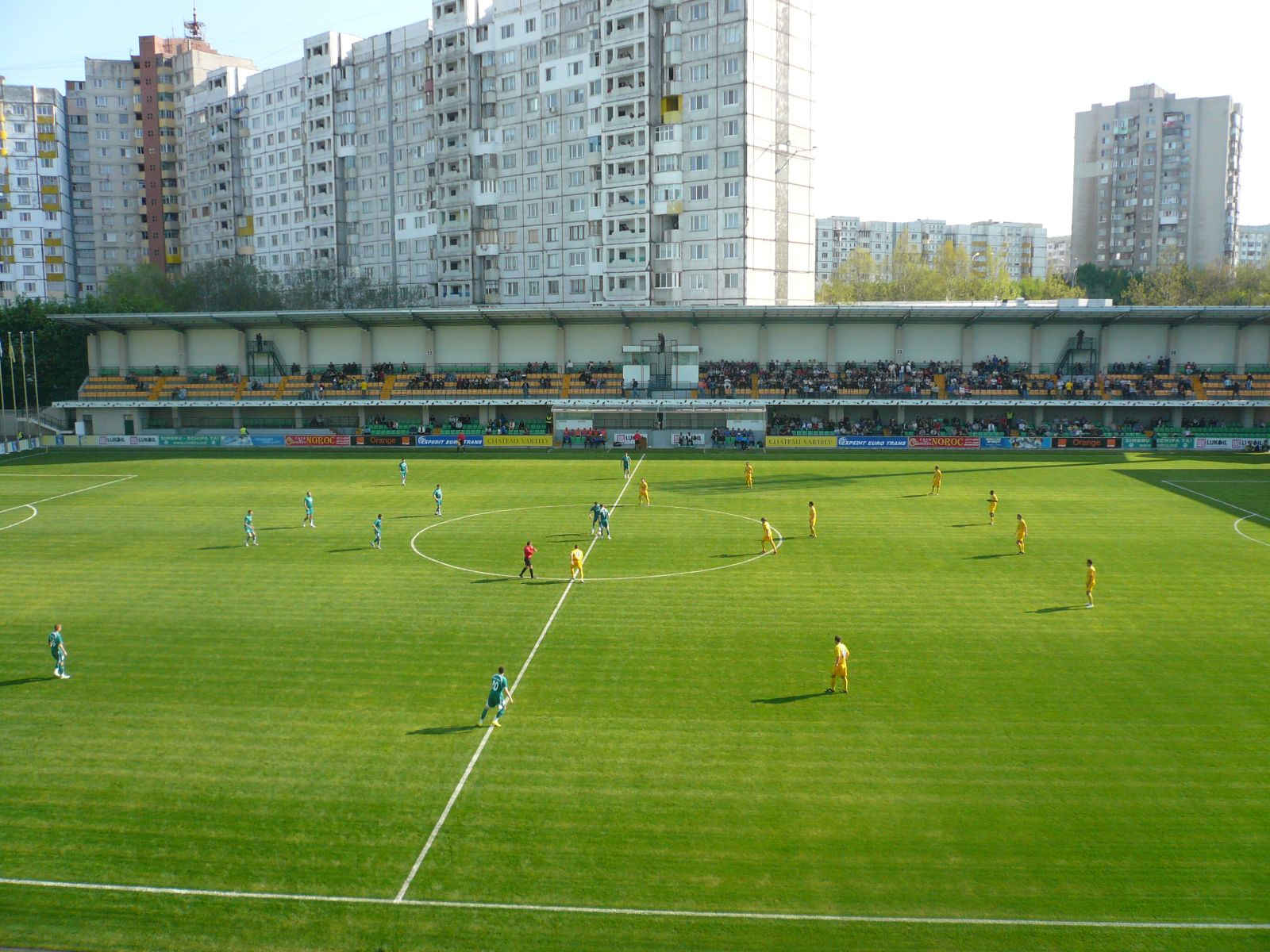
Un meci Zimbru - Dacia, din primăvara anului 2010, pe stadionul Zimbru. „Zimbrii” sunt în verde, jucătorii Daciei în galben.

Divizia Națională 2009–2010 este al 19-lea sezon din istoria primei ligi moldovenești de fotbal. Acest sezon a început pe 5 iulie 2009 și s-a terminat pe 16 mai 2010. Sheriff Tiraspol a devenit campioana acestei ediții.

## Schimbări de echipe din sezonul 2008–2009
Pe 6 iunie 2009 Tiligul-Tiras Tiraspol a anunțat că se va dizolva din cauza lipsei de fonduri. În consecință cei de la Academia Chișinău nu au mai fost retrogradați.
Sezonul 2008-09 s-a terminat cu numai 11 echipe după ce Politehnica Chișinău și-a retras participarea doar cu câteva zile înainte de începerea campionatului.
Cele două locuri libere au fost ocupate de campioana Diviziei "A", Viitorul Orhei, și de echipa de pe locul 11, Sfântul Gheorghe Suruceni. Motivul pentru promovarea echipei de pe locul 11 din a doua divizie a rămas necunoscut.

## Stadioane
| Club                | Locația    | Stadion                       | Capacitate |
| ------------------- | ---------- | ----------------------------- | ---------- |
| FC Academia UTM     | Chișinău   | Stadionul Dinamo              | 2.692      |
| CSCA-Rapid Chișinău | Ghidighici | Stadionul Ghidighici          | 2.000      |
| FC Dacia            | Chișinău   | Stadionul Ghigidhici          | 2.000      |
| FC Dinamo           | Tighina    | Stadionul Selkovic            | 1.000      |
| FC Iskra-Stali      | Rîbnița    | Stadionul Orășănesc (Rîbnița) | 2.000      |
| FC Nistru           | Otaci      | Stadionul Călărășeuca         | 3.000      |
| FC Olimpia          | Bălți      | Stadionul Olimpia Bălți       | 5.000      |
| FC Sfintul Gheorghe | Suruceni   | Stadionul Suruceni            |            |
| FC Sheriff          | Tiraspol   | Stadionul Sheriff             | 14.300     |
| FC Tiraspol         | Tiraspol   | Stadionul Sheriff             | 14.300     |
| Viitorul Orhei      | Orhei      | CSR Orhei                     |            |
| FC Zimbru           | Chișinău   | Stadionul Zimbru              | 10.500     |

## Clasament
| Poz | Echipa               | MJ | V  | E  | Î  | GM | GP | G   | Pct | Promovare sau retrogradare                           |
| --- | -------------------- | -- | -- | -- | -- | -- | -- | --- | --- | ---------------------------------------------------- |
| 1   | Sheriff Tiraspol (C) | 33 | 27 | 3  | 3  | 75 | 8  | +67 | 84  | Liga Campionilor 2010-11 Turul doi preliminar        |
| 2   | Iskra-Stal           | 33 | 19 | 8  | 6  | 50 | 25 | +25 | 65  | Turul doi preliminar al UEFA Europa League 2010-2011 |
| 3   | Olimpia              | 33 | 17 | 9  | 7  | 45 | 23 | +22 | 60  | Turul doi preliminar al UEFA Europa League 2010-2011 |
| 4   | Zimbru Chișinău      | 33 | 17 | 8  | 8  | 47 | 29 | +18 | 59  |                                                      |
| 5   | Dacia Chișinău       | 33 | 16 | 10 | 7  | 54 | 30 | +24 | 58  | UEFA Europa League 2010-2011 1                       |
| 6   | CSCA-Rapid           | 33 | 12 | 9  | 12 | 40 | 39 | +1  | 45  |                                                      |
| 7   | Academia Chișinău    | 33 | 11 | 9  | 13 | 36 | 37 | −1  | 42  |                                                      |
| 8   | Viitorul Orhei       | 33 | 10 | 6  | 17 | 32 | 45 | −13 | 36  |                                                      |
| 9   | FC Tiraspol          | 33 | 8  | 10 | 15 | 20 | 34 | −14 | 34  |                                                      |
| 10  | Dinamo Bender        | 33 | 9  | 5  | 19 | 36 | 66 | −30 | 32  |                                                      |
| 11  | Sfântul Gheorghe (R) | 33 | 6  | 6  | 21 | 29 | 67 | −38 | 24  | Retrogradare în Divizia "A"                          |
| 12  | Nistru (R)           | 33 | 2  | 5  | 26 | 13 | 74 | −61 | 11  | Retrogradare în Divizia "A"                          |

Sursa: Moldovan Football Federation ro
Reguli de clasare: 
1st points; 2rd head-to-head points; 3rd head-to-head goal difference; 4th goal difference; 5th goals scored; 6th number of wins; 7th Fair play competition.
1Sheriff și Dacia will contest the final of the Cupa Moldovei 2009–10. Since Sheriff have already qualified for Champions League, Dacia will qualify for the UEFA Europa League 2010-2011 as either cup winners or cup runners-up.
POZ = Poziția în clasament; (C) = Campioană; (R) = Retrogradată; (P) = Promovată; (E) = Eliminată; (O) = Câștigătoare de play-off; (A) = Avansează în runda următoare. 
Aplicabil doar când sezonul nu este terminat: 
(Q) = Calificare în faza competiției indicată; (TQ) = Calificare în competiție, dar încă nu în faza indicată; (RQ) = Calificată în competiția de retrogradare indicată; (DQ) = Descalificată din competiție.

## Prima și a doua rundă
| Acasă \ Deplasare[1] | Academia Chișinău | CSCA-Rapid Chișinău | Dacia Chișinău | Dinamo Bender | Iskra-Stali | Nistru Otaci | Olimpia Bălți | Sfintul Gheorghe | Sheriff | Tiraspol | Viitorul Orhei | Zimbru Chișinău |
| Academia Chișinău    |                   |                     | 1–1            | 1–1           |             | 1–0          | 2–1           |                  | 26/11   | 1–1      | 0–2            | 2–2             |
| CSCA-Rapid           | 4–1               |                     |                | 2–1           |             | 1–0          | 0–0           | 1–1              | 0–6     | 1–2      |                |                 |
| Dacia Chișinău       | 1–0               | 4–0                 |                | 3–2           | 1–2         | 1–1          |               | 1–0              |         | 1–0      | 2–0            |                 |
| Dinamo Bender        |                   | 2–1                 | 2–3            |               |             | 1–2          |               |                  | 0–5     | 2–1      | 1–0            | 3–1             |
| Iskra-Stal           | 2–0               | 5–0                 |                | 2–0           |             | 2–1          |               | 1–0              |         | 1–0      | 11/11          | 1–1             |
| Nistru               | 1–2               |                     |                |               | 1–2         |              | 0–6           | 2–0              | 0–1     | 1–1      |                | 0–0             |
| Olimpia              |                   | 0–2                 | 0–1            | 3–1           | 0–1         | 3–0          |               |                  | 14/11   |          | 1–0            | 0–0             |
| Sfântul Gheorghe     | 1–3               | 0–3                 |                | 2–1           |             | 3–01         | 0–0           |                  | 2–5     | 2–0      |                | 27/2            |
| Sheriff Tiraspol     |                   | 1–0                 | 0–0            | 5–0           | 5–0         |              |               | 2–0              |         |          | 3–0            | 7/12            |
| FC Tiraspol          | 1–1               |                     | 0–3            | 4–1           | 0–0         |              | 0–1           |                  | 1–0     |          | 0–0            | 1–0             |
| Viitorul Orhei       | 2–0               | 2–2                 | 1–5            |               | 0–3         | 0–0          | 0–1           | 1–0              |         |          |                |                 |
| Zimbru Chișinău      |                   | 0–1                 | 2–1            |               | 3–1         |              | 1–4           | 2–1              | 1–0     |          | 1–1            |                 |

Ultima actualizare: 24 October 2009
Sursa: Moldovan Football Federation ro
1Echipa gazdă este listată în coloana din stânga.
1The match originally finished 0-0, but was declared 3-0 due to Nistru's financial difficulties.
Culori: Albastru = gazda e câștigătoare; Galben = egal; Roșu = oaspeții sunt câștigători.

## A treia rundă
```
23rd round  24th round 25th round  26th round 27th round  28th round
   1 - 12      1 -  2     2 - 12      1 -  4     3 - 12      1 - 6
   2 - 11      8 -  6     3 -  1      2 -  3     4 -  2      2 - 5
   3 - 10      9 -  5     4 - 11      9 -  7     5 -  1      3 - 4
   4 - 9      10 -  4     5 - 10     10 -  6     6 - 11     10 - 8
   5 - 8      11 -  3     6 -  9     11 -  5     7 - 10     11 - 7
   6 - 7      12 -  7     7 -  8     12 -  8     8 -  9     12 - 9
```

```
29th round  30th round 31st round  32nd round 33rd round
   4 - 12      1 -  8     5 - 12      1 - 10     6 - 12
   5 -  3      2 -  7     6 -  4      2 -  9     7 -  5
   6 -  2      3 -  6     7 -  3      3 -  8     8 -  4
   7 -  1      4 -  5     8 -  2      4 -  7     9 -  3
   8 - 11     11 -  9     9 -  1      5 -  6    10 -  2
   9 - 10     12 - 10    10 - 11     12 - 11    11 -  1
```

| Acasă \ Deplasare[1] | Academia Chișinău | CSCA-Rapid Chișinău | Dacia Chișinău | Dinamo Bender | Iskra-Stali | Nistru Otaci | Olimpia Bălți | Sfintul Gheorghe | Sheriff | Tiraspol | Viitorul Orhei | Zimbru Chișinău |
| Academia Chișinău    |                   |                     | 3–1            | 1–0           |             |              |               |                  | 0–1     |          | 3–0            | 0–2             |
| CSCA-Rapid           | 0–1               |                     |                |               | 0–0         | 6–0          | 0–0           | 2–0              |         | 4–1      |                |                 |
| Dacia Chișinău       |                   | 2–2                 |                | 0–0           |             | 3–0          | 2–4           |                  | 0–0     |          | 2–1            |                 |
| Dinamo Bender        |                   | 0–4                 |                |               | 1–1         |              | 0–0           | 5–3              |         |          | 1–0            |                 |
| Iskra-Stal           | 1–0               |                     | 0–0            |               |             | 3–0          |               | 5–0              |         | 3–0      |                | 0–0             |
| Nistru               | 0–2               |                     |                | 1–3           |             |              |               | 1–3              |         | 0–1      | 0–1            |                 |
| Olimpia              | 1–0               |                     |                |               | 2–1         | 3–0          |               | 2–0              |         | 1–0      |                | 1–0             |
| Sfântul Gheorghe     | 1–0               |                     | 2–2            |               |             |              |               |                  | 0–2     | 0–0      |                | 1–5             |
| Sheriff Tiraspol     |                   | 3–1                 |                | 3–0           | 3–0         | 4–0          | 1–0           |                  |         |          | 3–1            |                 |
| FC Tiraspol          | 0–0               |                     | 0–2            | 2–0           |             |              |               |                  | 0–2     |          |                | 0–2             |
| Viitorul Orhei       |                   | 1–0                 |                |               | 1–3         |              | 2–0           | 3–3              |         | 0–0      |                |                 |
| Zimbru Chișinău      |                   | 1–1                 | 1–0            | 2–0           |             | 2–1          |               |                  | 0–1     |          | 1–0            |                 |

Sursa: Moldovan Football Federation ro
1Echipa gazdă este listată în coloana din stânga.
Culori: Albastru = gazda e câștigătoare; Galben = egal; Roșu = oaspeții sunt câștigători.

## Topul marcatorilor
| Poz | Jucător              | Club             | Goluri |
| --- | -------------------- | ---------------- | ------ |
| 1   | Alexandru Maximov    | Viitorul Orhei   | 13     |
| 1   | Jymmy França         | Sheriff Tiraspol | 13     |
| 3   | Oleksandr Zgura      | Dacia Chișinău   | 12     |
| 4   | Alexandr Erohin      | Sheriff Tiraspol | 11     |
| 5   | Daniil Nikolaev      | FC Academia UTM  | 10     |
| 6   | Gheorghe Ovseannicov | Olimpia Bălți    | 9      |
| 6   | Eric Sackey          | FC Dacia         | 9      |
| 6   | Alexandru Popovici   | FC Iskra-Stal    | 9      |
| 6   | Nicolai Rudac        | FC Iskra-Stal    | 9      |
| 6   | Vladimir Volkov      | Sheriff Tiraspol | 9      |

### Hat-trickuri
| Legendă | Legendă                     |
| ------- | --------------------------- |
| 4       | Jucătorul a marcat 4 goluri |
| 5       | Jucătorul a marcat 5 goluri |

| Jucător               | Echipa gazdă        | Echipa oaspete      | Rezultat | Data               |
| --------------------- | ------------------- | ------------------- | -------- | ------------------ |
| Alexandr Erohin       | CSCA-Rapid Chișinău | FC Sheriff Tiraspol | 0–6      | 10 iulie 2009      |
| Gheorghe Ovseanicov   | FC Nistru Otaci     | FC Olimpia          | 0–6      | 11 iulie 2009      |
| Alexei Kuciuk         | FC Sheriff Tiraspol | FC Tighina          | 5–0      | 07 septembrie 2009 |
| Eric Sackey           | Viitorul Orhei      | FC Dacia Chișinău   | 1–5      | 29 iulie 2009      |
| Eric Sackey4          | FC Dacia Chișinău   | CSCA-Rapid Chișinău | 4–0      | 09 august 2009     |
| Gheorghe Ovseanicov   | FC Zimbru Chișinău  | FC Olimpia          | 1–4      | 18 octombrie 2009  |
| Alexandru Cucu        | FC Sfîntul Gheorghe | Viitorul Orhei      | 0–7      | 17 martie 2010     |
| Vladimir Volkov       | FC Sheriff Tiraspol | FC Nistru Otaci     | 5–0      | 17 martie 2010     |
| Jymmy Dougllas França | FC Sheriff Tiraspol | FC Nistru Otaci     | 4–0      | 10 martie 2010     |

### Portari
Meciuri consecutive fără gol scăpat.
La 11 May 2013.
| Poz | Jucător             | Club                | Clean sheets |
| --- | ------------------- | ------------------- | ------------ |
| 1   | Artiom Gaiduchevici | FC Iskra-Stal       | 16           |
| 2   | Ghenadie Moșneaga   | FC Dacia Chișinău   | 13           |
| 3   | Mihail Păiuș        | Olimpia Bălți       | 10           |
| 4   | Alexandru Melenciuc | FC Sheriff Tiraspol | 9            |
| 4   | Alexandru Chirilov  | Rapid Ghidighici    | 9            |
| 4   | Nicolae Calancea    | FC Zimbru Chișinău  | 9            |
| 4   | Vladislav Stoyanov  | FC Sheriff Tiraspol | 9            |
| 8   | Mykola Zbarakh      | FC Olimpia          | 8            |
| 8   | Sergiu Juric        | FC Tiraspol         | 8            |
| 10  | Eugen Matiughin     | FC Dacia Chișinău   | 6            |

## Disciplinar
| Poz | Jucător        | Club                | Cartonașe galbene | Cartonașe roșii | Puncte |
| --- | -------------- | ------------------- | ----------------- | --------------- | ------ |
| 1   | Dumitru Bogdan | FC Sfîntul Gheorghe | 12                | 1               | 15     |
| 2   | Oleg Șișchin   | FC Zimbru Chișinău  | 8                 | 2               | 14     |
| 3   | Djibril Paye   | FC Tiraspol         | 9                 | 1               | 12     |